# عبد الله هوتي
عبد الله هوتي (من مواليد 4 فبراير 1976) سياسي من كوسوفا، شغل منصب رئيس وزراء كوسوفو من 3 يونيو 2020 حتى 22 مارس 2021. شغل سابقًا منصب وزير المالية في كوسوفو بين عامي 2014 و2017 في حكومة ائتلافية.
في سبتمبر 2020 وقع هوتي اتفاقية تطبيع العلاقات الاقتصادية مع صربيا والانضمام إلى منطقة ميني شنغن، وكذلك بشأن الاعتراف المتبادل بين كوسوفو وإسرائيل وإقامة علاقات دبلوماسية. وله دور نشط في المفاوضات التي تتم بوساطة الاتحاد الأوروبي بين حكومتي صربيا وكوسوفو.

## الحياة السياسية
انضم إلى الحزب السياسي الرابطة الديمقراطية لكوسوفو في عام 2006. انتخب نائبا لرئيس بريشتينا (عاصمة كوسوفو) في الانتخابات البلدية لعام 2008. شغل هذا المنصب حتى الانتخابات البلدية التالية في عام 2013 عندما خسر حزبه المدينة. في العام التالي رشح في الانتخابات البرلمانية كوزير للمالية وانتخب. شغل المنصب حتى عام 2017 عندما تم التصويت على الحكومة بحجب الثقة. بعد ذلك كان مرشح التحالف لمنصب رئيس وزراء كوسوفو في الانتخابات البرلمانية الكوسوفية لعام 2017. وأصبح رئيسًا للمجموعة البرلمانية من 2017 حتى 2020 عندما تولى منصب النائب الأول لرئيس الوزراء. تم ترشيحه من قبل الرابطة الديمقراطية ليكون مرشح حزبه لمنصب رئيس الوزراء بعد أن فشلت حكومة كورتي في التصويت على الثقة، ولكن تم استجواب أهليته ليكون رئيس الوزراء من قبل ألبين كورتي وحزبه على أساس أنه لا يمكن للمرء تشكيل حكومة دون وجود الحزب أولاً التي فازت في الانتخابات تدخل الحكومة وطالبوا بانتخابات جديدة. في 28 مايو 2020 منحت المحكمة الدستورية في كوسوفو الحق للطرف الثاني وعبد الله هوتي في تشكيل حكومة بدون انتخابات. بعد أن فشل الحزب الذي فاز في الانتخابات مرة أخرى في تشكيل حكومة جديدة، جادلت المحكمة بأن عبد الله هوتي كان مؤهلاً للشروع في التصويت من قبل البرلمان كرئيس وزراء جديد لجمهورية كوسوفو. في 3 يونيو 2020 تم انتخاب هوتي رئيسًا للوزراء بأغلبية 61 صوتًا مقابل 24 ضد وامتناع واحد عن التصويت.
في 2 أغسطس 2020 أعلن هوتي على صفحته على فيسبوك أنه تم تشخيص إصابته بـ كوفيد 19 ويعاني من أعراض خفيفة، وأنه سيعمل من المنزل في الأسبوعين المقبلين.
في 4 سبتمبر 2020 وقع هوتي وألكسندر فوتشيتش رئيس صربيا اتفاقية بشأن تطبيع العلاقات الاقتصادية بين صربيا وكوسوفو في البيت الأبيض بحضور دونالد ترامب رئيس الولايات المتحدة. ستشمل الصفقة عبورًا أكثر حرية بما في ذلك عن طريق السكك الحديدية والطرق، بينما اتفق الطرفان على العمل مع بنك التصدير والاستيراد للولايات المتحدة ومؤسسة تمويل التنمية الدولية الأمريكية والانضمام إلى منطقة ميني شنغن، لكن الاتفاقية تضمنت أيضًا الاعتراف بين إسرائيل وكوسوفو.
في 21 ديسمبر 2020 قضت المحكمة الدستورية في كوسوفو ببطلان تصويت النائب عيتيم عريفي من حزب الأقلية الأشكالية من أجل الاندماج على حكومة رئيس الوزراء عبد الله هوتي، وبالتالي «لم تحصل الحكومة على أغلبية الأصوات من المشرعين». وقد أعطى تصويت العريفي للحكومة 61 صوتًا في المجلس المؤلف من 120 مقعدًا، ولولاها لكان التصويت قد فشل، ونتيجة لذلك ذهبت كوسوفو لإجراء انتخابات مبكرة وواصلت حكومة هوتي مهامها حتى إجراء الانتخابات.